# 石塚豊芥子
石塚 豊芥子（いしづか ほうかいし、1799年（寛政11年） - 1862年1月14日（文久元年12月15日））は、江戸時代後期の考証家、雑学者である。名は重兵衛、通称は鎌倉屋重兵衛（十兵衛とも）。別号にからし屋、豊亭がある。

## 経歴・人物
江戸の生まれ。神田豊島町にて「鎌倉屋」の店名で辛子粉屋を営んでいる頃、山東京伝や柳亭種彦、木村黙老等多くの戯作者と親交を持ち、彼らが執筆した黄表紙等を研究した。
その後は経営している商売品の名に因んで、「豊芥子」という号で研究した業績を元に近世以降の風俗や交友関係、芝居、地誌等多くの分野の研究のために多くの著書を執筆し、文芸書や珍本の収集にもあたった。

## 主な著作物

### 主著
- 『岡場遊郭考』
- 『歌舞伎十八番考』

### その他の著書
- 『歌舞伎年代記続編』
- 『吉原大全』
- 『豊芥子日記』